# Мордовская Багана
Мордовская Багана — село в Чистопольском районе Татарстана. Входит в состав Татарско-Баганинского сельского поселения.

## География
Находится в центральной части Татарстана на расстоянии приблизительно 24 км по прямой на юго-юго-запад от районного центра города Чистополь.

## История
Известно с 1710-11 годов как Красное Болото. В начале XX века здесь действовала Казанско-Богородицкая церковь.

## Население
Постоянных жителей было: в 1782 — 154 души мужского пола, в 1859 — 880, в 1897 — 2000, в 1908 — 2221, в 1920 — 2201, в 1926 — 1627, в 1938 — 1446, в 1949 — 1214, в 1958 — 609, в 1970 — 364, в 1979 — 177, в 1989 — 44, в 2002 — 14 (мордва 93 %), 14 — в 2010.